# Sympergoides nasutus
Sympergoides nasutus là một loài bọ cánh cứng trong họ Cerambycidae.